# Ramesa (geslacht)
Ramesa is een geslacht van vlinders van de familie tandvlinders (Notodontidae), uit de onderfamilie Dudusiinae.

## Soorten
- R. docilis Walker, 1857
- R. fuscipennis Hampson, 1892
- R. tosta Walker, 1855
- R. tripunctata Gaede, 1930